# Domingos Domingues
Domingos Domingues était un architecte portugais du XIVe siècle. Il est probablement mort en 1325, date à laquelle il y a un changement d'architecte pour la construction du monastère de Santa Clara-a-Velha.
Il a, peut-être, été le père ou un parent d'Afonso Domingues.

## Biographie

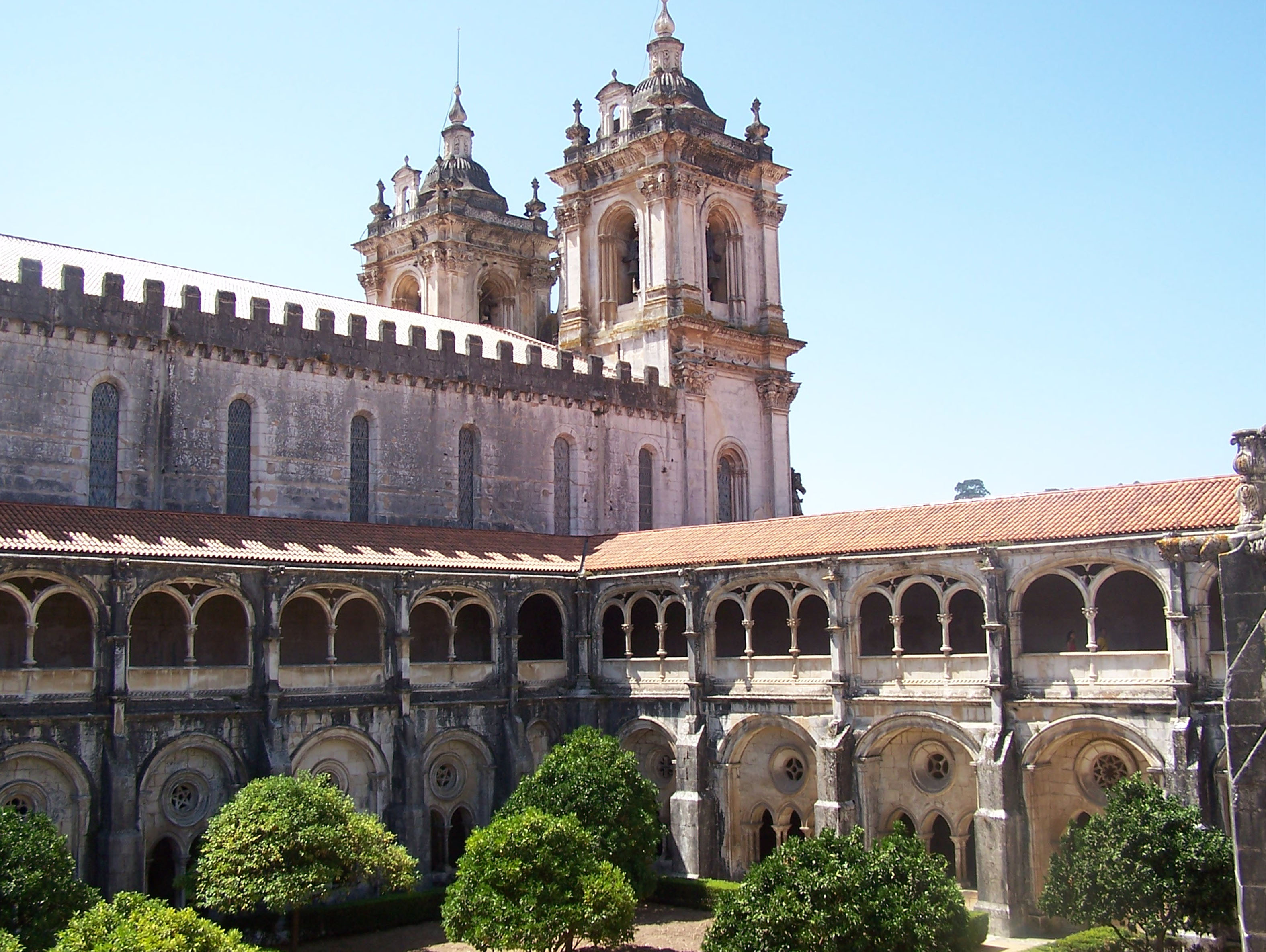
Le cloître du monastère d'Alcobaça

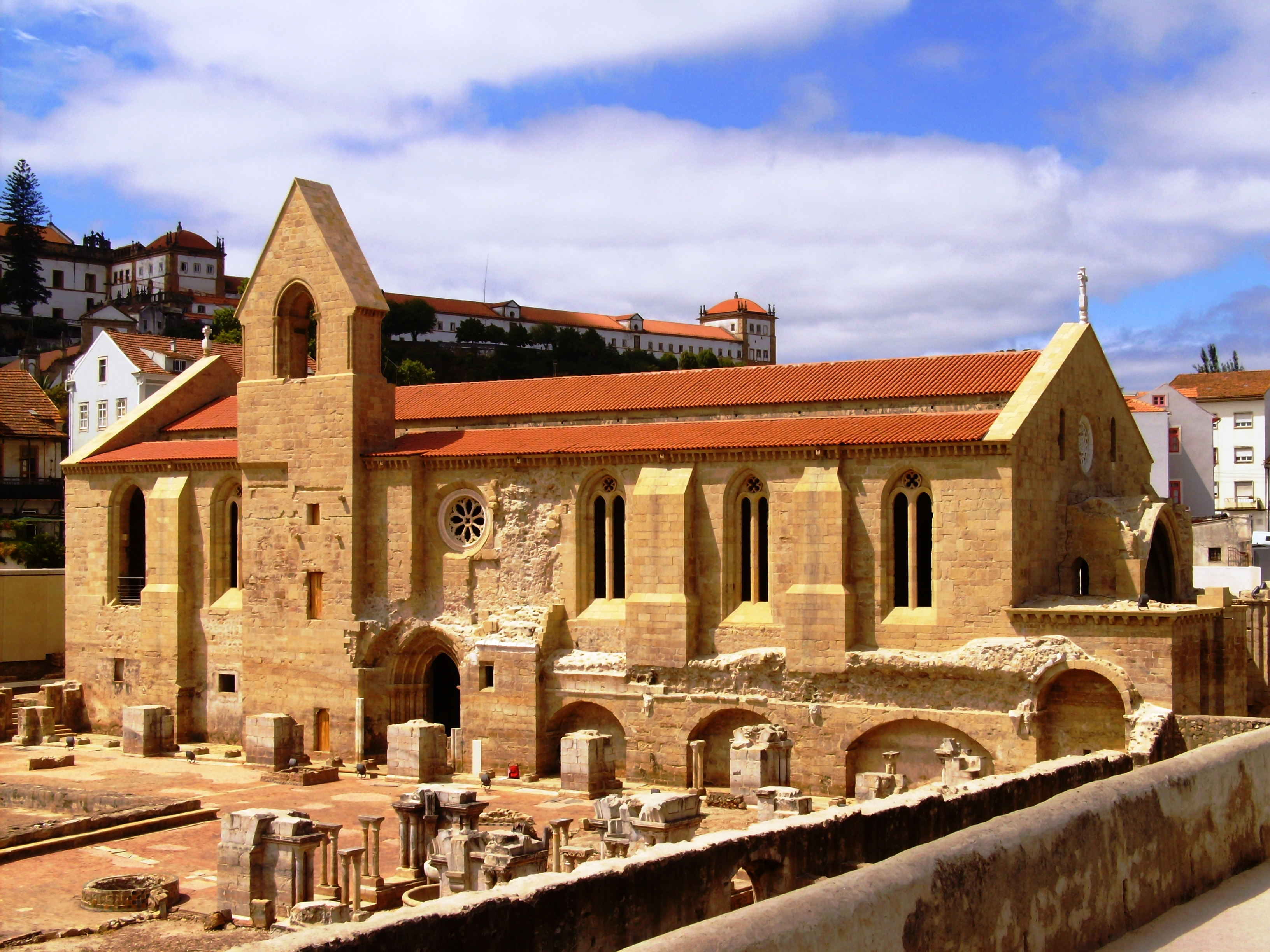
L'église du monastère de Santa Clara-a-Velha

Il a été le concepteur, entre 1308 et 1311, du cloître du monastère d'Alcobaça,, construit à la demande du roi Dom Dinis. 
En 1316, à la demande de la reine Élisabeth de Portugal, sainte Élisabeth, il entreprend la construction de l'église du monastère de Santa Clara-a-Velha, à Coimbra, jusqu'à sa mort en 1325. L'église est terminée par Estêvão Domingues, probablement un parent. Elle est consacrée en 1330,.

## Sources
- (pt) Cet article est partiellement ou en totalité issu de l’article de Wikipédia en portugais intitulé « Domingos Domingues » (voir la liste des auteurs).